# Diecezja Criciúma
Diecezja Criciúma (łac. Dioecesis Criciumensis) – diecezja Kościoła rzymskokatolickiego w Brazylii. Należy do metropolii Florianópolis  wchodzi w skład regionu kościelnego Sul IV. Została erygowana przez papieża Jana Pawła II bullą Sollicitus de spirituali w dniu 27 maja 1998.